# Lower Harpton
Lower Harpton é um assentamento e paróquia civil a cerca de 2,5 milhas de Knighton, no condado de Herefordshire, Inglaterra. Em 2001, a paróquia tinha uma população de 33 pessoas. A paróquia faz fronteira com Kington Rural, Knill e Old Radnor no País de Gales. Lower Harpton compartilha um conselho paroquial com Kington Rural.

## Pontos de interesse
Há 1 edifício listado em Lower Harpton chamado Dunfield House, listado como Grau II.

## História
Lower Harpton foi registada no Domesday Book como Hercope. Lower Harpton era anteriormente um township na freguesia de Old Radnor, mas em 1866 Lower Harpton tornou-se uma paróquia por direito próprio.